# Брашевичи

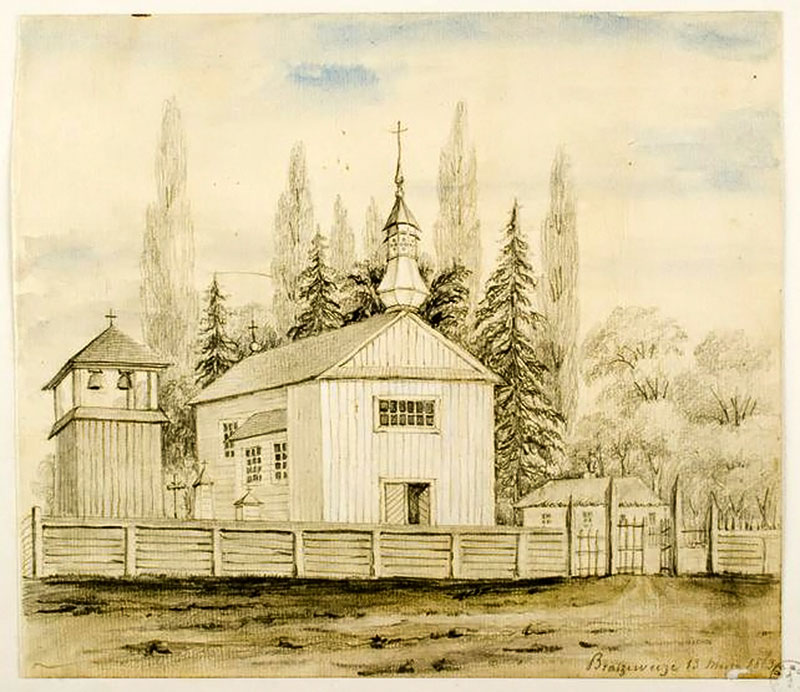
Церковь в Брашевичах на картине Н. Орды (1863 год)

Браше́вичи (бел. Брашэвічы) — агрогородок на юго-западе Беларуси, находящийся в Дрогичинском районе Брестской области. Административный центр Брашевичского сельсовета. Население — 696 человек (2019).

## География
Брашевичи находятся в 10 км к северо-западу от Дрогичина. Рядом с селом расположены деревни Цыбки, Дымск, Завелёвье, Вулька и Переток. В двух километрах к югу от села проходит шоссе М13 на участке Кобрин — Дрогичин. Местные дороги ведут в направлении деревень Субботы и Гумнище. Вокруг села — развитая сеть мелиоративных каналов со стоком в Днепровско-Бугский канал. Ближайшая ж/д станция — в деревне Перковичи (линия Брест — Пинск).

## История
Брашевичи впервые упомянуты в 1435 году. Первоначально усадьба принадлежала видному роду Кезгайлов, которые построили здесь костёл. В 1554 усадьбу выкупил епископ луцкий Валериан Протасевич, в 1636 году она принадлежала Яну Нарушевичу, а от него перешла к великому литовскому канцлеру Альбрехту Станиславу Радзивиллу.
В XVII или XVIII веке в Брашевичах была построена деревянная униатская церковь, изображённая на картине Н. Орды 1863 года (не сохранилась).
В 1761 году Брашевичи перешли во владение иезуитов, немного позже владельцем имения стал ротмистр из Бреста Игнат Бареуш.
После третьего раздела Речи Посполитой (1795 год) в составе Российской империи, принадлежали Кобринскому уезду Гродненской губернии.
В XIX веке усадьба принадлежала Борейшам, после подавления восстания 1863 года имение было конфисковано в российскую казну, а затем передано российским помещикам. В 1914 году построена кирпичная Спасо-Преображенская православная церковь в русско-византийском стиле.
Согласно Рижскому мирному договору (1921) деревня вошла в состав межвоенной Польши, где принадлежала Дрогичинскому повету Полесского воеводства.
С 1939 года в составе БССР. В Великую Отечественную войну в оккупации с июня 1941 по июль 1944 года. За годы войны погибло 144 жителя села. В 1975 году в сквере около сельсовета в их честь был насыпан курган памяти. После войны в имении разместилась контора лесничества, усадебный дом был разобран.

## Инфраструктура
В Брашевичах работает средняя школа.

## Достопримечательность
- Спасо-Преображенская церковь (Брашевичи)[бел.]. Построена в 1914 году. Включена в Государственный список историко-культурных ценностей Республики Беларусь[7].
- Курган в 3 км к востоку от деревни в урочище Брашев Луг[6].
- От усадьбы Борейшей XIX века остались только фрагменты парка.
- В агрогородке находится заповедник республиканского значения «Кария овальная[бел.]»[8]. Этот ботанический памятник природы государственного значения расположен за административным корпусом Брашевичского лесничества. Местная кария — единственный плодоносящий экземпляр в стране, ему около 100 лет, высота 24,9 м, диаметр ствола 0,54 м.